# Agrotis amurensis
Agrotis amurensis là một loài bướm đêm trong họ Noctuidae.